# Lugia
Lugia is samen met Ho-Oh de legendarische Pokémon van Pokémon Gold en Silver en de Remakes (Heart)Gold en (Soul)Silver. Zijn type is Psychic/Flying. Lugia kan wel wateraanvallen leren maar is zelf geen water Pokémon. Ook kan hij Dragon en Normal aanvallen leren. Lugia wordt beschouwd als een van de krachtigste Pokémon in het universum.
Mensen beweren hem gezien te hebben in stormachtige nachten. Hij heeft de kracht om een storm te bedaren.
Men zegt dat hij de bewaker van de oceaan (Guardian Of The Sea) is. Er is een legende die vertelt dat hij in de dieptes van de oceaan leeft om zijn onoverwinnelijke krachten onder controle te houden. Hij zou met één vleugelslag hele steden kunnen vernielen en een 40 dagen durende storm hebben veroorzaakt.
Hij zal alleen gewekt worden, als de elementen vuur, ijs en bliksem uit balans raken.
De film Pokémon 2: Op eigen kracht gaat over Lugia en de drie vogel Pokémon.
De kwaadaardige Lawrence III heeft Moltres gevangen. Het evenwicht wordt verstoord. Meteen hierna probeert hij Zapdos te vangen.
Ook dit lukt hem. Maar zijn ware doel is om de legendarische Lugia te vangen, de kroon op zijn collectie van gevangen Pokémon.
Wanneer hij de derde vogel, Articuno, probeert te vangen, vangt hij per ongeluk Ash en zijn vrienden. Ze komen terecht in het vliegende fort van Lawrence III, waar de andere twee vogels zijn gevangen. Dan komt Articuno, die probeert de vogels te redden.
Ash, zijn vrienden en Zapdos & Moltres ontsnappen, maar de vogels beginnen te vechten. Nu is het evenwicht volledig uit balans...
Alleen Ash kan de balans weer terugbrengen, maar wel alleen met de hulp van Lugia. Zal dit lukken, of is de wereld verloren?
Ook speelt hij een grote rol in de aflevering Het Geheim Ontrafeld. Hierin ontmoeten Ash, Richie, en zijn vrienden Oliver. Hij heeft een kleine baby Lugia als vriendje. Dit was eigenlijk een geheim. Hier komt Team Rocket achter, en ze proberen Silver en haar moeder te stelen.

## Ruilkaartenspel
Er bestaan tien standaard Lugia kaarten, waarvan vier het type Colorless als element hebben, vier het type Psychic en twee het type Water. Verder bestaan er nog twee Lugia ex kaarten (één Colorless en één Psychic), één Shadow Lugia kaart (Psychic), één Explosive Bird Lugia kaart (Psychic, enkel in Japan) en een Lugia LEGEND kaart (Water).

## Stats
| Stats                                      | Basis | Max |
| ------------------------------------------ | ----- | --- |
| Hitpoints/Incasseringspunten               | 106   | 415 |
| Attack/Aanval                              | 90    | 278 |
| Defense/Verdediging                        | 130   | 358 |
| Speed/Snelheid                             | 110   | 318 |
| Special Attack/Speciale Aanval G/S/C       | 90    | 278 |
| Special Defense/Speciale Verdediging G/S/C | 154   | 406 |